# Patricia Kaiser
 (mars 2020).
Si vous disposez d'ouvrages ou d'articles de référence ou si vous connaissez des sites web de qualité traitant du thème abordé ici, merci de compléter l'article en donnant les références utiles à sa vérifiabilité et en les liant à la section « Notes et références ».
Patricia Kaiser , née en 1984, est un mannequin autrichien.

## Biographie
Kaiser a été élue Miss Autriche en 2000 et participe au concours Miss Monde cette année-là. Elle a travaillé comme mannequin pour plusieurs entreprises de mode.
En 2005, elle a participé à la version autrichienne de Dancing with the Stars.
Elle a participé au concours national de représentation de l'Autriche à l'Eurovision 2011.
En tant qu'athlète, elle a participé à des compétitions de Lancer du javelot.